# Orlovická vrchovina
Orlovická vrchovina je členitá vrchovina s rozlohou 119 km², střední výškou 346 m a středním sklonem 4°42´. Na J, Z a S ji obepíná Bučovická pahorkatina, z V je vymezena Zdouneckou brázdou. Orlovická vrchovina leží ve střední části Litenčické pahorkatiny.
V rámci Orlovické vrchoviny jsou vymezeny tři geomorfologické okrsky:
- Lhotská vrchovina,
- Zdislavská vrchovina a
- Medlovská vrchovina.

Podloží Orlovické vrchoviny tvoří převážně vápnité jíly s polohami písků a štěrků (nítkovické štěrky a štěrky zborovského typu) kroměřížského souvrství karpatské předhlubně (karpat). V z. části oblasti se vyskytují rovněž neogenní bazální a okrajová klastika a vrstevnaté vápnité jíly s polohami písků a štěrků (baden). V nižších okrajových částech se vyskytují překryvy spraší a sprašových hlín.
Orlovická vrchovina zaujímá nejvyšší polohy Litenčické pahorkatiny. Její osou je nesouvislý hřbet, v zásadě orientovaný ve směru Z–V. V tomto směru se zároveň zužuje a snižuje. Sedla rozdělují hřbet na tři značně samostatné části, z nichž část na Z přesahuje výšku 500 m a na V nedosahuje výšek 400 m. Území má výrazně k S a V nakloněný tektonicky a strukturně podmíněný reliéf  se zaoblenými hřbety, vesměs širokými údolími a sedly. Prudší svahy jsou orientovány k J. Nejvyšším bodem je vrchol Hradisko (518 m).
Oblast odvodňují drobnější přítoky říček Hané, Litavy a Kotojedky.

## Lhotská vrchovina
Lhotská vrchovina je členitá vrchovina tvořená převážně neogenními bazálními a okrajovými klastiky a vrstevnatými vápnitými jíly s polohami písků a štěrků (baden) a vápnitými jíly s polohami písků a štěrků a polymiktními nítkovickými štěrky kroměřížského souvrství karpatské předhlubně (karpat). Převážná část oblasti je překryta překryvy spraší a sprašových hlín.
Lhotská vrchovina, ležící v z. části Orlovické vrchoviny, se rozprostírá od nejvyšších částí položených na j. okraji při vrcholu Hradiska (518 m) dlouhými rozsochami k S, kam také směřují drobné vodní toky. Jejich údolí mají již v horních úsecích dosti zahloubený, stále však rozevřený ráz. Území má tektonicky a strukturně podmíněný reliéf se zaoblenými hřbety a vesměs hlubokými a rozevřenými údolími. Nejvyšší bodem je výrazný suk Hradiska (518 m).Lhotská vrchovina leží ve 2. až 3. vegetačním stupni. Území je převážně zalesněné smíšenými listnatými porosty s převahou dubu, časté jsou dubové pařeziny s příměsí lípy a habru, pomístně se vyskytují borové a smrkové monokultury. V oblasti se nachází přírodní památka Roznitál, kde předmětem ochrany je lada s teplomilnou vegetací. V přírodní rezervaci Ve žlebcách je předmětem ochrany smíšený listnatý porost s bohatým keřovým podrostem. Zachování xerotermních rostlinných a živočišných společenstev ponticko-panonského typu je předmětem ochrany v PP Nad Medlovickým potokem.  V Orlovicích se nacházejí pozůstatky středověkého hradu Orlov.

## Zdislavická vrchovina
Zdislavická vrchovina je členitá vrchovina tvořená převážně vápnitými jíly s polohami písků a štěrků a polymiktními nítkovickými štěrky kroměřížského souvrství karpatské předhlubně (karpat). V okrajových částech se vyskytují překryvy spraší a sprašových hlín.
Zdislavická vrchovina leží ve střední části Orlovické vrchoviny. Hřbet vrchoviny, která je již bez rozsoch, je pravidelný, s ústřední polohou vrcholu Kleštěnec (493 m). Území má tektonicky a strukturně podmíněný reliéf se zaoblenými hřbety a různou měrou zaoblenými údolími. Svahy jsou relativně přímočaré, bez výraznějších erozních zářezů. Nejvyšším bodem je Kleštěnec (498 m).
Oblast leží ve 2. až 3. vegetačním stupni a je převážně zalesněná smíšenými listnatými porosty s převahou dubu, místy se vyskytují smrkové monokultury.

## Medlovská vrchovina
Medlovská vrchovina je plochá vrchovina tvořená převážně vápnitými jíly s polohami písků a štěrků zborovského typu kroměřížského souvrství karpatské předhlubně (karpat). Převážná část oblasti je překryta překryvy spraší a sprašových hlín.
Medlovská vrchovina leží ve v. části Orlovické vrchoviny. Reliéf oblasti postupně stoupá od sedla (330 m) ležícího z. od Medlova směrem k V ke kótě Troják (396 m). Území má erozně-denudační reliéf se zaoblenými rozvodními hřbety, plošinami a různou měrou zaoblenými údolími. Krajinu rozčleňují četná suchá údolí, úpady a strže. Nejvyšším bodem je Troják (396 m).
Oblast leží ve 2. až 3. vegetačním stupni, je středně zalesněná s převahou dubových pařezin s příměsí lípy a habru.